# كلية سانت جورج
كلية سانت جورج هي مدرسة بنين لمراحل التعليم الأساسي (التعليم ماقبل الجامعي) وتوجد في القاهرة. وينقسم التعليم الأساسي في مصر إلي ثلاثة مراحل (المرحلة الإبتدائية، والإعدادية، والثانوية). اللغة الساسية للتعليم هي اللغة الإنجليزية، ومع ذلك تدرس العلوم الإجتماعية باللغة العربية، بالإضافة إلي اللغة الفرنسية كلغة أجنبية ثانية.

## تاريخ
تعتبر سانت جورج من أقدم المدارس الخاصة التي تدرس باللغة الإنجليزية في مصر. حيث تم إنشائها في سبتمبر 1934. وكانت تقع في شبرا. وفي عام 1950 دمجت مع أصغر مدارس شارع أوسطن، ونقلت إلي مصر الجديدة.

## وصلات خارجية
- http://www.saintgeorgecollege.com/
- http://www.stgeorgesoldies.com/
- http://www.myspace.com/sgcspace